# Escama

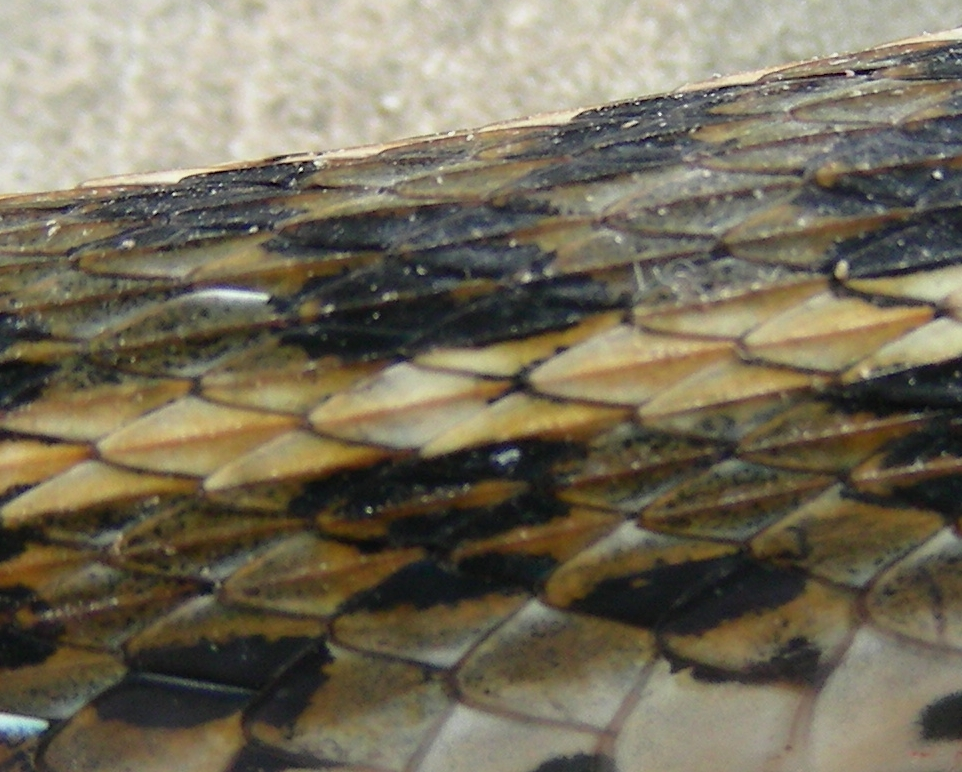
Escamas de una culebra.

Una escama (del latín squama) es una pequeña placa rígida que crece de la piel de un animal, generalmente para proporcionarle aislamiento y protección. Son bastante comunes y han evolucionado numerosas veces a través de la evolución convergente, con diferentes estructuras y funciones.
Generalmente están clasificadas como parte del sistema integumentario de un organismo. Existen varios tipos de escamas según su forma y la clase de animal.

## Origen
El origen de las escamas en los vertebrados se encuentra en ciertos grupos de peces, que generalmente presentan recubriendo casi todo el cuerpo. Parece que aparecieron con función protectora, aunque pronto aparecieron escamas modificadas con función de dientes.
Una vez que los primeros vertebrados colonizaron el medio terrestre, las escamas sirven además de aislante del medio externo, para la retención de la humedad.
Las escamas dan lugar a las plumas en los dinosaurios y al pelo de los mamíferos, ambas estructuras con una función original de aislamiento térmico. Las plumas permiten posteriormente el vuelo en las aves.

## Peces
Las escamas de los peces derivan del mesodermo, lo que las distingue embriológicamente de las escamas de los reptiles. Genéticamente, los mismos genes involucrados en el desarrollo de los dientes y el cabello en los mamíferos también lo están en el desarrollo de la escama.

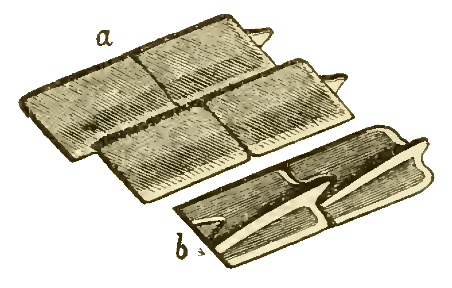
Escamas ganoides del pez del carbonífero Amblypterus striatus
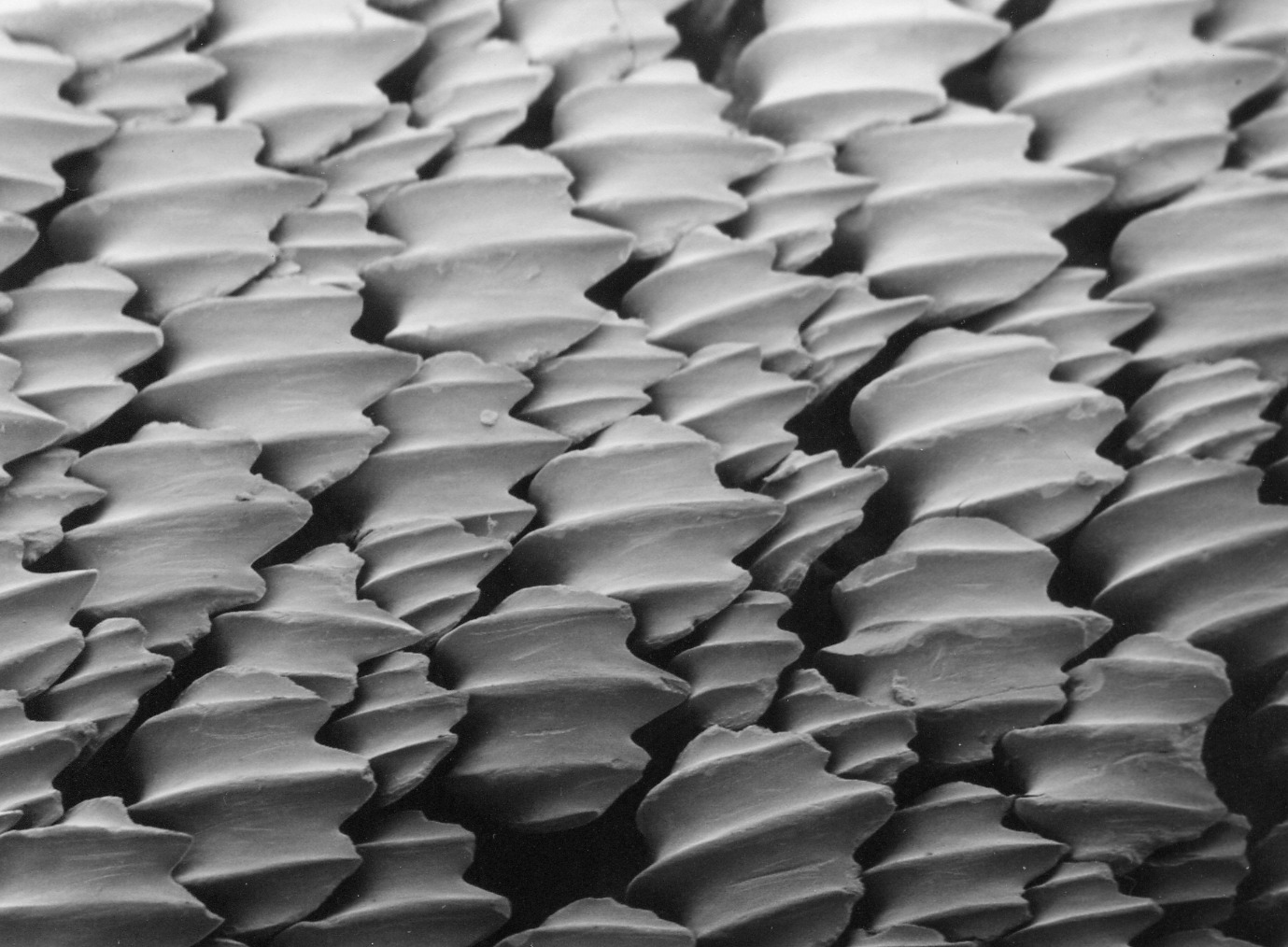
Escamas placoides de un  (Negaprion brevirostris) vistas al microscopio
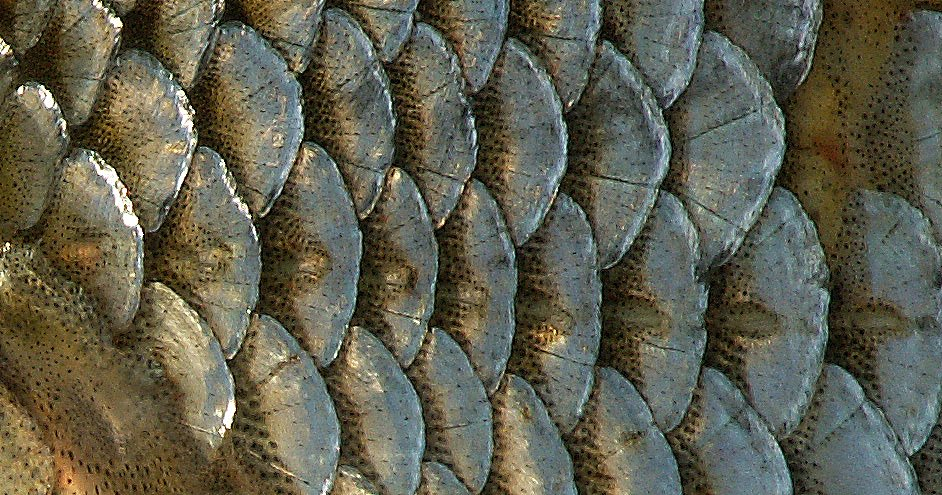
Escamas cicloides del rutilo (Rutilus rutilus)

### Escama cosmoide
Las verdaderas escamas cosmoides solo pueden encontrarse en los sarcopterigios. La capa interna está compuesta de un hueso laminar llamado isopedina y sobre esta una capa de hueso esponjoso con vasos sanguíneos. Estas capas de hueso están cubiertas de cosmina, una sustancia acelular similar a la dentina, y un recubrimiento superficial exterior duro y brillante similar al esmalte, la vitrodentina. El celacanto actual tiene escamas modificadas que carecen de cosmina y son más delgadas que las verdaderas escamas cosmoides.

### Escama ganoide
Las escamas de ganoides se pueden encontrar en esturiones, peces espátula, bichires, pejelagartos y Amiiformes. Derivan de las escamas cosmoides, con una capa de dentina en lugar de cosmina y una capa de sal inorgánica llamada ganoína en lugar de vitrodentina. La mayoría tienen forma de diamante y son brillantes y duras. En la ganoína hay compuestos de guanina, derivados iridiscentes de la guanina que se encuentra en una molécula de ADN. La propiedad iridiscente de estos componentes químicos le dan su brillo a la ganoína. La mayoría tienen forma de diamante y están unidas por articulaciones tipo clavija y zócalo. A diferencia de la escama cosmoide, en el crecimiento de la ganoide las capas vivas están situadas debajo de la punta de la escama y en la superficie interior.

### Escama placoide

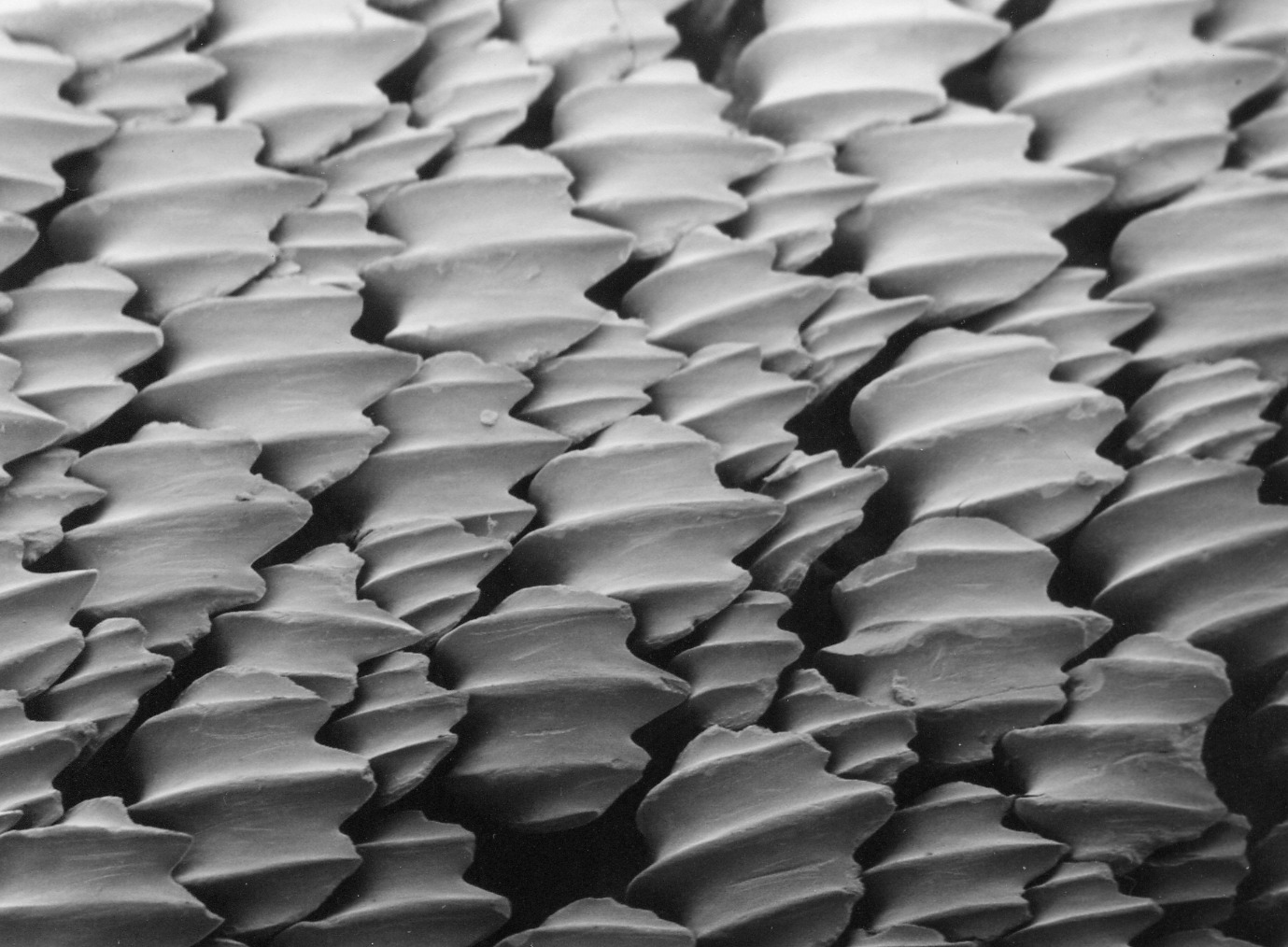
Escamas placoides vistas mediante un microscopio electrónico.

Las escamas placoides se encuentran en peces cartilaginosos y son características de los elasmobranquios. Tienen una capa ectodérmica de esmalte y un cuerpo de dentina rodeando una cámara de pulpa vascular. Estas escamas, también llamadas dentículos dérmicos, son estructuralmente similares a los dientes.

### Escama leptoide

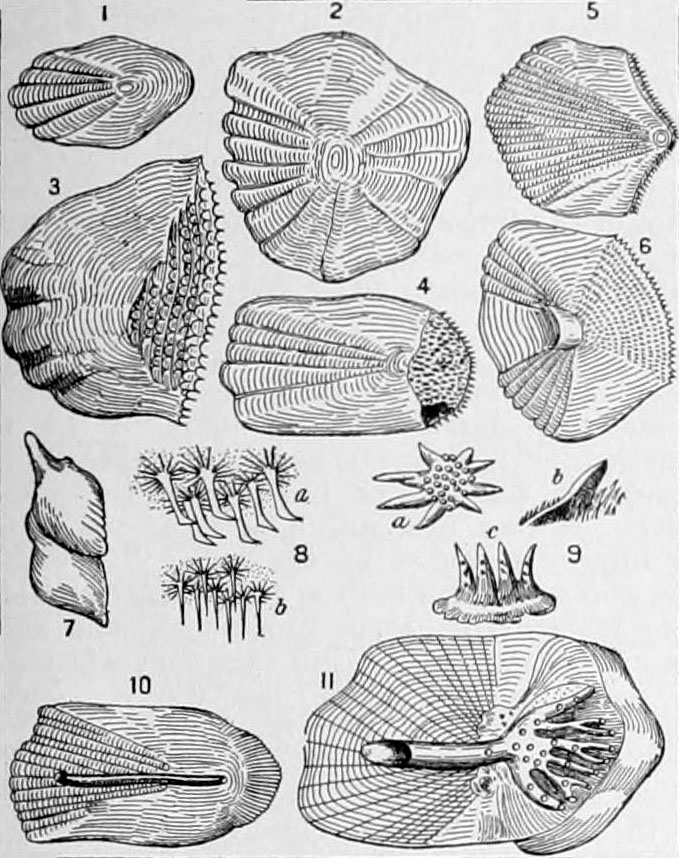
NIE 1905 Escamas de peces: 1, 2, escamas cicloides; 3, 4, 5, 6, escamas ctenoideas; 7, escamas ganoideas; 8, 9, papilas dérmicas (de Monacanthus); 10, 11, escamas cicloideas de la línea lateral.

Escama laminar, derivada de la ganoide por reducción del espesor de la capa de ganoína. Las escamas leptoides se encuentran en teleósteos, peces óseos de orden superior. Se superponen, lo que permite una mayor flexibilidad de movimientos que otros tipos de escamas, como las ganoides. A medida que crecen, agregan capas concéntricas, similares a los anillos de los árboles. La capa superficial de la escama está compuesta de sales a base de calcio y la interna es fundamentalmente colágeno. Están dispuestas de manera que se superponen en dirección de cabeza a cola, como las tejas, permitiendo un flujo de agua más suave sobre el cuerpo y, por lo tanto, reduciendo la resistencia al avance. Adquieren dos formas:
- cicloide (circular): tienen un borde exterior liso y son más comunes en peces con aletas suaves, como salmones y carpas.[7]
- ctenoide: se caracterizan porque tienen un borde externo dentado. Se encuentran en peces como lubinas, peces luna y centrárquidos.[8]

## Reptiles

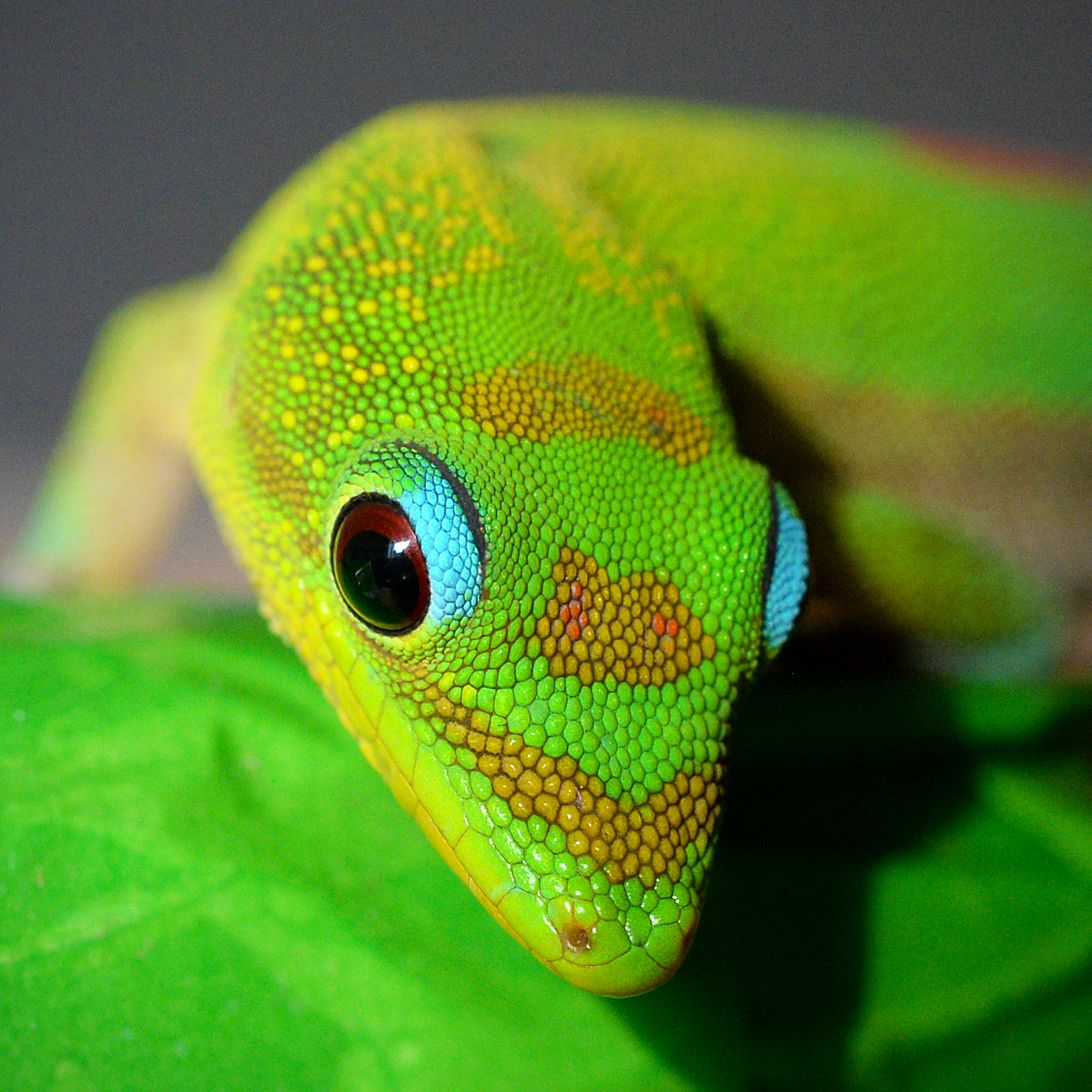
Escamas de colores brillantes en un geco (Phelsuma laticauda).

A diferencia de las escamas de los peces, las escamas de los tetrápodos son derivados del ectodermo. Entre los tipos de escamas de reptiles están las cicloides, granulares (irregulares con abultamientos) y aquilladas (que tienen una cresta central). Generalmente varían en tamaño; las escamas más robustas y más grandes cubren partes que a menudo están expuestas a la tensión física (generalmente los pies, la cola y la cabeza), mientras que las escamas son pequeñas alrededor de las articulaciones para mayor flexibilidad. La mayoría de las serpientes tienen escamas muy anchas en el vientre, cada escama cubre el vientre de un lado a otro.
Por su morfología pueden ser:
- Imbricadas: pequeñas y laminares, gruesas en la parte próxima y más finas en la distal, que es libre y está montada sobre la proximal de la siguiente escama.

- Yuxtapuestas: sin bordes libres ya que todos están enfrentados a escamas vecinas. Las hay de dos tipos: las granulosas, redondeades o angulosas, y los escutelos o placas, de gran tamaño, planas, contiguas y, en ocasiones, de gran tamaño, como las láminas del caparazón de las tortugas.

Las escamas de todos los reptiles tienen un componente epidérmico (lo que se ve en la superficie), pero muchos reptiles, como los crocodilios y las tortugas, tienen osteodermos por debajo de la capa epidérmica. Las serpientes, tuátaras y muchos lagartos carecen de osteodermos.

## Aves

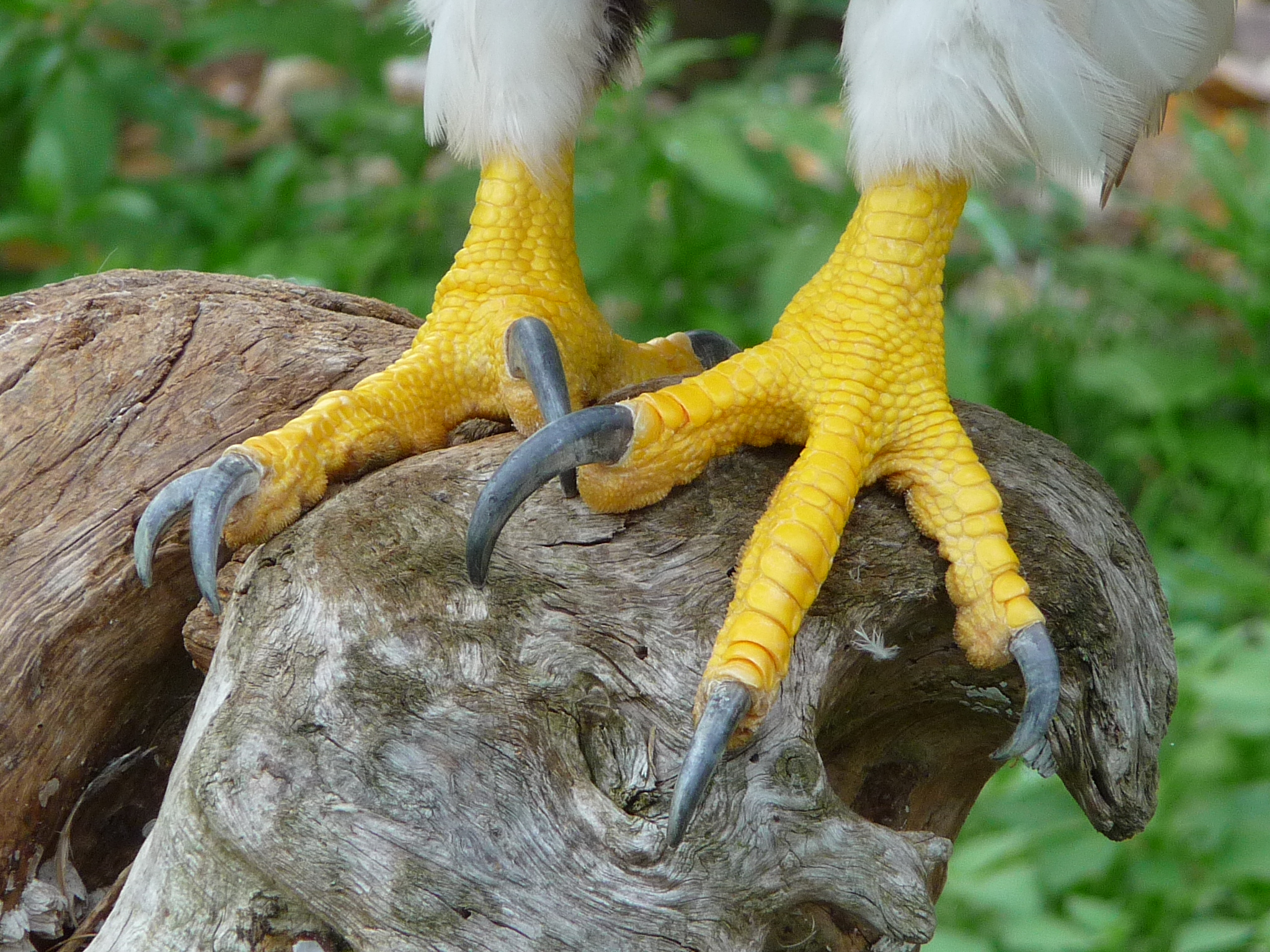
Escamas en las garras de un pigardo gigante (Haliaeetus pelagicus).

Las escamas de las aves se encuentran principalmente en los dedos de las patas y el metatarso, pero se pueden encontrar en el tobillo en algunas aves. Se creía que las escamas de las aves eran homólogas a los de los reptiles, pero actualmente se acepta que han evolucionado independientemente, como plumas degeneradas.

## Mamíferos

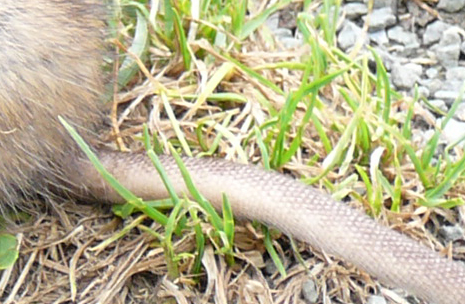
Detalle de la cola de una rata.

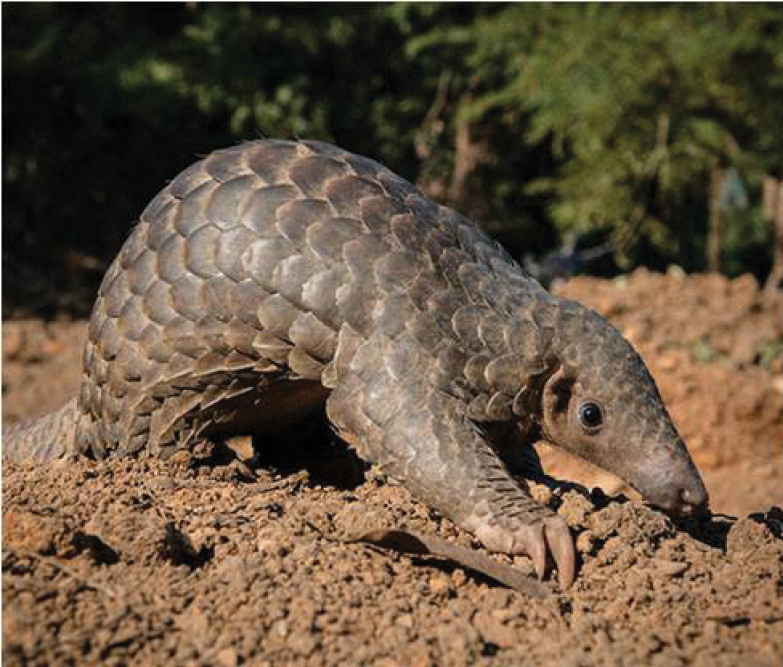
Un pangolín indio, completamente cubierto de escamas.

Aunque las escamas son algo excepcional entre los mamíferos, los xenartros frecuentemente tienen escamas córneas en la piel (puede que herencia de ancestros reptilianos) que pueden ser muy desarrolladas o casi imperceptibles; los pangolines, miembros del orgen Pholidota, están cubiertos de unas grandes escamas de queratina y son un medio de protección, similar a la armadura de los armadillos, con los que no están emparentados pero que han evolucionado de forma convergente.
El canguro rata almizclero, un marsupial con una serie de rasgos especialmente primitivos, tiene escamas en las patas y la cola. Tiene cinco dedos en los pies (a diferencia de cualquier otro canguro o canguro rata) que se relaciona con un comportamiento de salto más primitivo que sus parientes canguros.
Los anomalúridos también tienen escamas en la parte inferior de la cola. Algunos roedores, como los ratones y las ratas tienen escamas en la cola.

## Artrópodos

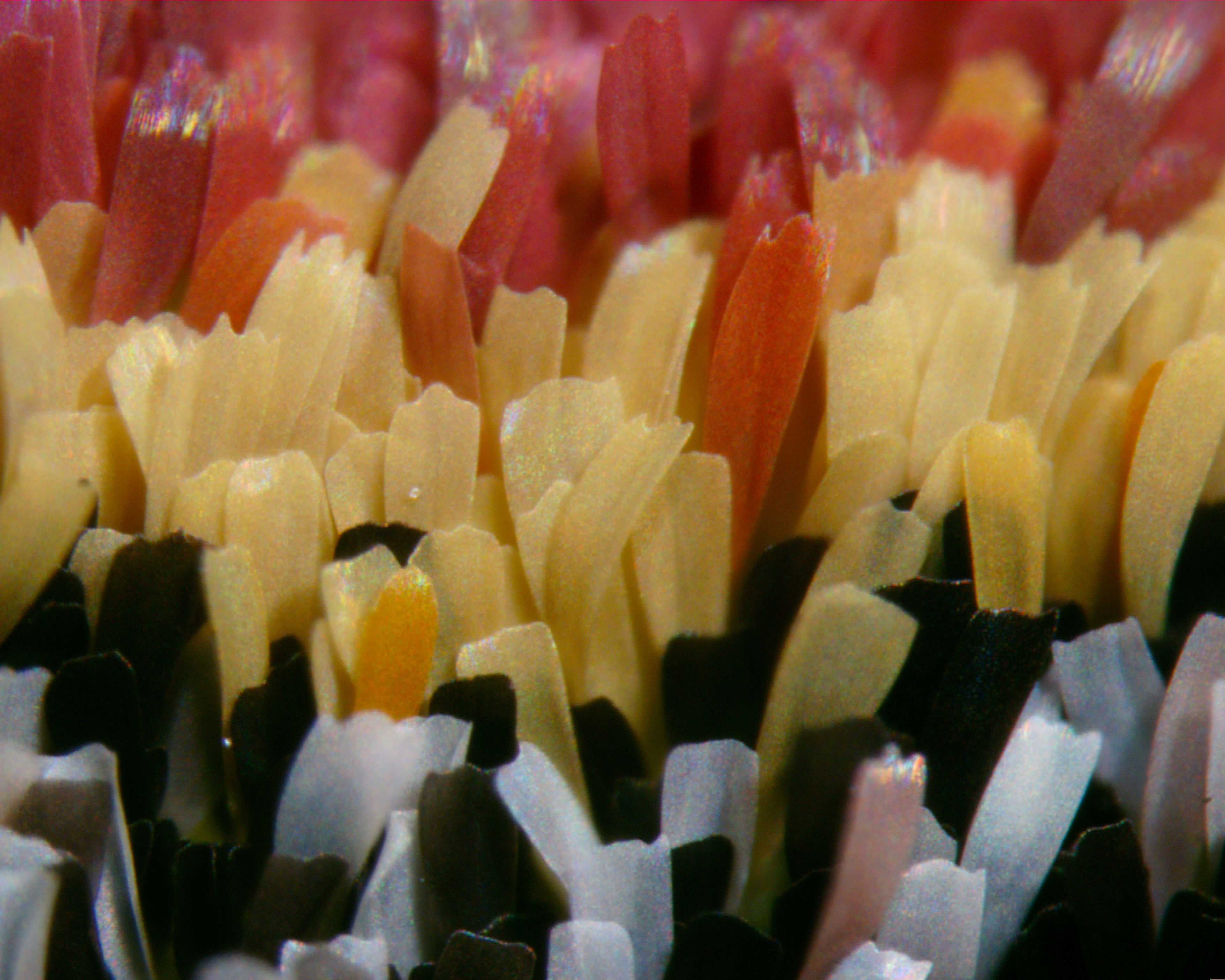
Escamas de una mariposa luna (Actias luna).

Mariposas y polillas (orden Lepidoptera, del griego lepís, escama,' y ‒́ptero, ala) tienen alas membranosas cubiertas de delicadas escamas imbricadas, que son setas (pelo quitinoso de la epidermis de diversos invertebrados) modificadas. Cada escama consiste en una serie de pequeñas plaquetas apiladas de material orgánico; las mariposas tienden a tener escamas anchas y aplanadas, mientras que las polillas las suelen tener más angostas y más parecidas a pelos. Determinan la coloración de las alas y del cuerpo. En la mayoría de especies son huecas, por lo que quizás se desarrollaron como aislantes térmicos en el caso de las nocturnas y como ayuda a concentrar o reflejar la radiación solar en el caso de las diurnas.